# Króksfjörður
Króksfjörður (in lingua islandese: Fiordo di krókur) è un fiordo situato nel settore nordoccidentale dell'Islanda.

## Descrizione
Króksfjörður è uno dei fiordi più meridionali della regione dei Vestfirðir. È un'ampia e corta diramazione situata sul lato nord del Breiðafjörður; ha una larghezza di 5 km e penetra per 3 km nell'entroterra. È situato a nord del Gilsfjörður e a sud del Berufjörður.
Nella parte meridionale del fiordo si trova il promontorio di Króksfjarðarnes, dove si trova anche l'insediamento con lo stesso nome. Ci sono altri insediamenti nel fiordo e nelle parti pianeggianti circostanti.
Nel Króksfjörður ci sono resti di un antico vulcano del periodo terziario e varie formazioni rocciose. Si possono trovare rocce plutoniche di profondità, come gabbro e granofiri, ma anche riolite.

## Vie di comunicazione
La strada S60 Vestfjarðavegur corre su tutta la sponda orientale con la diramazione S61 Djúpvegur.

## Storia
Secondo il Landnámabók, lo storico libro degli insediamenti in Islanda, la denominazione del fiordo Króksfjörður (fiordo di krókur) deriva dal nome del suo primo abitante, il colono Þórarinn krókur.